# Filmografie Olgy Růžičkové
Filmografie Olgy Růžičkové uvádí některé filmy, které natočila česká režisérka krátkometrážních a středometrážních vědeckopopulárních dokumentů Olga Růžičková (1921–2019). Během svého života natočila celkem 122 filmů, jedná se tedy o nekompletní seznam.
| Rok  | Film                                                | Tvůrci | Popis |
| ---- | --------------------------------------------------- | --- | --- |
| 1956 | Kronika Slapské přehrady                            | námět, scénář a režie: Olga Růžičková, kamera: Jaromír Vondrák, střih: Jaromír Janáček, odborný poradce: Ing. František Štěpánek, kresby: Ing. arch. Josef Hlaváč, produkce: Hana Skokanová a Jarmila Podhorská, černobílý, komentář čte: Bohumil Sobotka | 35 mm a 16 mm, 35 minut; Vyrobil Výzkumný ústav vodohospodářský na základě starších filmových záznamů. Snímek byl určený spíš odborné veřejnosti. Podrobně zachycuje stavbu Slapské přehrady v období od zimy 1949 do léta 1954. Diváci měli možnost se s tímto filmem seznámit v rámci dokumentárního cyklu České televize Hledání ztraceného času (460 dílů), do kterého byla zařazena rozsáhlá samostatná část (tzv. tematická minisérie) Vltava v obrazech. |
|      | Bílá přehrada                                       | režie: Olga Růžičková, kamera: Jaromír Vondrák, technický poradce: Ing. Josef Hořejší | 35 mm a 16 mm, 30 minut; Vypravuje o stavbě Klíčavské přehrady a úpravny vody, která dodává vodu pro Kladno. Film zaznamenává tvorbu modelu, podle něhož se přezkoumával a upravoval původní projekt, a následně zachycuje všechny etapy výstavby přehrady a úpravny vody. |
|      | Pitná voda ze Želivky                               | | 35 mm, 490 m, černobílý; Zachycuje dlouhodobý výzkum aplikace pokud možno co nejvíce hospodárné úpravy pitné vody ze Želivky pro Prahu. |
| 1958 | Vteřiny ze zdravotně vodohospodářského výzkumu      | režie: Olga Růžičková, kamera: Jaromír Vondrák, Milan Duda, střih: Jaromír Janáček, technický poradce: Dr. Ing. Jaroslav Bulíček, umělecký poradce: prof. Jan Kučera, produkce: J. Podhorská                                                              | 35 mm a 16 mm, 20 minut; Zpravodajský dokument, jenž podává představu o pracovištích věnujících se problematice odpadních vod a jejich vlivu na jakost vody v tocích a užívání odebraných povrchových vod v průmyslových podnicích v rámci Výzkumného ústavu vodohospodářského. V krátkých a ucelených částech je dokumentován přehled výzkumu z oboru tzv. zdravotní techniky za rok 1958. |
|      | Kanalizační čistírny                                | režie a scénář: Olga Růžičková, kamera: Jaromír Vondrák, technický poradce: Ing. Jaroslav Kozel, CSc., a Ing. Miloslav Růžička, střih: Jaromír Janáček, hudba: Miloš Vacek, produkce: Hana Skokanová                                                      | 35 mm a 16 mm, 25 minut; Barevný instruktážní snímek určený především pro potřeby školení obsluhovatelů čistíren odpadních vod. |
| 1961 | Radioisotopy měří sníh                              | režie: Olga Růžičková, kamera: Jaromír Vondrák, technický poradce: Ing. Jaroslav Martinec, CSc., a Ing. Věkoslav Sotorník, CSc. | 35 mm a 16 mm, 20 minut; Dokument existující v české a anglické verzi pojednávající o tom, že přehradní nádrže potřebují pro optimální manipulaci správnou znalost prognózy jarních odtoků ze sněhu. Nová metoda za použití radioizotopu kobaltu měla zlepšit přesnost získávaných údajů o sněhových zásobách v daném povodí. |
| 1962 | Čištění odpadních vod z výroby kyseliny citronové   | režie: Olga Růžičková, kamera: Jaromír Vondrák, technický poradce: RNDr. Jiří Häusler, CSc. | 35 mm a 16 mm, 11 minut; Snímek osvětluje v té době zcela novou metodu čištění odpadních vod vysoce zatížených extrémním obsahem organických látek. |
| 1962 | Vteřiny z hydraulického výzkumu                     | režie: Olga Růžičková, kamera: Jaromír Vondrák, technický poradce: prof. Dr. Ing. Pavel Novák, DrSc. | 35 mm a 16 mm, 45 minut; Černobílý odborný a zpravodajský dokument v české a anglické verzi, jenž ve stručnosti zachycuje činnost Výzkumného ústavu vodohospodářského v oblasti hydrotechniky a hydrauliky, informuje o tehdejších nových výzkumech, a to v letech 1961-1962. |
|      | Fenoly                                              | režie: Olga Růžičková, kamera: Jaromír Vondrák, technický poradce: Ing. V. Kresta a Ing. V. Velek | 35 mm a 16 mm, 11 minut; Černobílý dokument, jenž popisuje tehdejší úsilí v boji proti extrémnímu znečišťování vodních toků fenolovými odpadními vodami. Ukazuje, jak tyto vody vznikají a jaké jsou dostupné metody jejich čištění. |
| 1962 | Mrtvé řeky                                          | režie: Olga Růžičková, kamera: J. Bojanovský, technický poradce: Dr. Ing. Jaroslav Bulíček | 35 mm a 16 mm, 12 minut; Černobílý propagační dokument, jenž tematizuje znečištění vodních toků na Teplicku – především řeky Bíliny. Tento dokument zhlédlo v červnu 1962 celkem 1 644 diváků a byl 35krát ve stejném měsíci promítán. Právě na Teplicku se tehdy zcela zjevně prokázalo, jak zhoubně působí odpadní vody na čistotu povrchové vody ve vodních tocích. Tento filmový snímek mj. rovněž vyzýval, aby továrny, doly a města čistily odpadní vody a nevypouštěly je do potoků a řek, jež se odpadními vodami znečišťovaly. |
| 1962 | Voda na Karlovarsku                                 | režie: Olga Růžičková, kamera: Jaromír Vondrák, technický poradce: Dr. Ing. Jaroslav Bulíček | 35 mm a 16 mm,17 minut; Barevný snímek se zabývá problematikou komplexního vodního hospodářství v Karlovarském kraji v letech 1959–1960. Film pojednává o tehdejším zásobování vodou určenou nejen obyvatelstvu, ale i rostoucímu průmyslu. Poukazoval též na nebezpečí odpadních vod, které továrny i města vypouštěly bez čištění, a tak znehodnocovaly vodní toky. Kraj se v té době snažil vzniklou situaci řešit výstavbou komunálních i průmyslových čistíren odpadních vod. S ohledem na rostoucí spotřebu vody rovněž v té době vyvstala nezbytnost výstavby nových přehradních nádrží. Tento film zhlédlo v červnu 1962 celkem 8 000 diváků a byl promítán celkem 63krát. |
| 1962 | Fenolové odpadní vody                               | režie: Olga Růžičková, kamera: Jaromír Vondrák, technický poradce: Ing. V. Kresta | 35 mm a 16 mm, 35 minut; Barevný snímek pojednávající o problematice odpadních vod, jež v 50. a 60. letech minulého století tvořily jeden z nejzávažnějších typů znečištění. Ve filmu jsou popsány hlavní možné zdroje fenolových odpadních vod a metody, jak z nich fenoly získávat a jak následně tyto znečištěné vody čistit. |
|      | Dávkovací čerpadla ve vodárenství                   | režie: Olga Růžičková, kamera: Jaromír Vondrák, odborný poradce: Ing. J. Turek a K. Brunhofer | 35 mm a 16 mm, 8 minut; Černobílý technický dokument názorně předvedl již vyhovující vlastnosti nového dávkovacího čerpadla vyrobeného Závodem na úpravu vody, které mělo regulaci v klidu i za chodu a bylo vyrobeno z antikorozních hmot, takže se mohlo používat na dávkování chemikálií ve vodárenství, v chemickém a potravinářském průmyslu. |
|      | Steklého universální spojka                         | režie: Olga Růžičková, kamera: Jaromír Vondrák, odborný poradce: K. Steklý a Ing. B. Dlouhý | 35 mm a 16 mm, 23 minut; Barevný instruktážní snímek pro instalatéry, který seznamuje s novou stavebnicovou spojkou z plastických hmot. Učil instalatéry spojovat trubky všech materiálů a profilů a napojovat je na armatury spojkami, s nimiž se pracovalo snáze. |
|      | Provzdušovač ERBO                                   | režie: Olga Růžičková, kamera: Jaromír Vondrák, odborný poradce: Ing. V. Erben | 35 mm a 16 mm, 9 minut; Černobílý snímek v české a anglické verzi pojednává o provzdušňování vody – důležitém technologickém postupu při úpravě podzemních vod obsahujících kysličník uhličitý, železo a mangan. Nový systém ERBO umožňoval použití jak horizontální, tak vertikální konstrukce a vyžadoval minimální obestavěný prostor – též pracoval s malým přetlakem vody a se stálou, velmi vysokou účinností odkyselení. Svou funkci mohl podle okolností plnit i bez ventilátoru. Měl přednost v tom, že nebyl citlivý na vysrážené železo a na přetížení. Nepotřeboval obsluhu a mohl se používat v různých průmyslových odvětvích.                                       |
| 1965 | Mladé jezero                                        | režie: Olga Růžičková, kamera: Jaromír Vondrák, odborný poradce: Ing. M. Novák, CSc. | 35 mm, 11 minut; Barevný populárně-vědecký snímek v české a anglické verzi (česká se pravděpodobně nedochovala) pojednává o událostech za přehradní hrází v nově napuštěné vodní nádrži. Popisuje, jak akumulovaná voda působí na rozsáhlou zatopenou oblast Lipenské přehradní nádrže a na nově vzniklé břehy, jak se mění chemismus vody i jak během delšího sledovaného období dochází k jejímu biologickému oživení, než se „mladé jezero“ plně organicky začlení do okolní krajiny. Tento snímek byl Karlem Čáslavským zařazen do cyklu Vltavy v obrazech, a to do jejího pátého dílu.                                                                                        |
| 1967 | Vodní dílo Orlík                                    | | Černobílý dokumentární cyklus skládající se z pěti samostatných částí: |
|      | 1. Projekt                                          | | Věnuje se účelu výstavby Vltavské kaskády, jež měla sloužit jako špičková a havarijní energetická soustava; dokument v této části popisuje všechny přípravné práce a průzkum před začátkem stavby. |
|      | 2. Hydraulika                                       | režie: Olga Růžičková, kamera: Jaromír Vondrák, technický poradce: Dr. Ing. Ladislav Lískovec | 35 mm a 16 mm, 26 minut; Zachycuje hydraulický výzkum pro vodní dílo Orlík se všemi alternativními úpravami objektu, které byly pro dílo uvažovány. Film se skládá z kapitol: Převádění vody staveništěm, Přepad, Spodní výpusti a vývar, Vývar pod turbínami a uzavírání hráze. |
|      | 3. Stavba                                           | režie: Olga Růžičková, kamera: Jaromír Vondrák, techničtí poradci: Ing. J. Keil a Ing. J. Lepka | 35 mm a 16 mm, 29 minut; Pojednává o stavbě Vodního díla Orlík, jež započala na podzim roku 1954. Film poté sleduje celou výstavbu přehrady a uvádí všechna její důležitá stavební data. Tato část byla plně odvysílána Českou televizí v rámci dokumentárního cyklu Hledání ztraceného času – Vltava v obrazech, a to jako 30. díl pod názvem Vodní dílo Orlík. |
|      | 4. Beton                                            | režie: Olga Růžičková, kamera: Jaromír Vondrák, techničtí poradci: Ing. J. Keil a Ing. J. Lepka | 35 mm a 16 mm, 10 minut; Pro popisované vodní dílo byl základním stavebním materiálem především beton. Ve filmu je zachycena doprava kameniva, skládky kameniva, cementu a popílku, zařízení skládek, automatické navažování materiálu do míchaček, zkoušky betonu a jeho složení a doprava vyrobeného betonu na stavbu přehrady kabelovými jeřáby. |
|      | 5. Turbíny                                          | režie: Olga Růžičková, kamera: Jaromír Vondrák, technický poradce: Dr. Ing. M. Jirsák, DrSc. | 35 mm a 16 mm, 30 minut; Podrobná dokumentace výroby Kaplanových turbín pro spád sedmdesát a půl metru, což byl v té době světový unikát. V této samostatné části celého pětidílného dokumentárního a reportážního filmu je následně zachycena doprava spirál na stavbu, jejich vsazování, usazování všech součástí turbíny a generátoru, garanční zkoušky a spouštění turbíny do provozu. Ve filmu jsou uvedeny všechny důležité technické údaje o turbíně a elektrárně. |
| 1968 | Umělá infiltrace                                    | | Názorným způsobem popisuje hydraulický výpočet umělé infiltrace z otevřených vsakovacích nádrží. Zachycuje obecně platnou metodu, které bylo použito při návrhu umělé infiltrace pro zásobování hlavního města Prahy vodou. |
|      | Řasy – technologie výroby                           | režie: Olga Růžičková, kamera: Jaromír Vondrák, techničtí poradci: Ing. F. Dittrt a Dr. B. Prokeš | 35 mm a 16 mm, 13 minut; Ukazuje postup výroby řas na velké výrobní ploše československého kultivátoru. Podrobně se zde ukazují jednotlivá zařízení, způsob kultivace a sušení biomasy. |
| 1968 | Řasy v Bulharsku                                    | režie: Olga Růžičková, kamera: Jaromír Vondrák, technický poradce: Ing. F. Dittrt | 35 mm a 16 mm, 11 minut; Pojednává o pokusech s pěstováním řas na československém kultivačním zařízení a v podmínkách jižní Evropy. |
|      | Dvouproudé, dvouvrstvé filtry – DDF                 | režie: Olga Růžičková, kamera: Jaromír Vondrák, technický poradce: Ing. J. Krejčík, CSc. | 35 mm a 16 mm, 15 minut; Věnuje se principu, funkci a zkouškám zrnitého filtračního lože protékaného znečištěnou vodou shora i zdola, s odběrem filtrátu z nitra lože. Ve filmu je zároveň předvedeno použití tohoto filtru, určeného k průmyslové aplikaci, na úpravu chladicí vody. |
|      | Provzdušňování údolních nádrží                      | režie: Olga Růžičková, kamera: Jaromír Vondrák, technický poradce: Dr. L. Fiala, CSc. | 35 mm a 16 mm,16 minut; Zabývá se nepříznivým vlivem řady přírodních faktorů na vodu v údolních nádržích. Provzdušňování se v té době zvažovalo jako možná a slibná metoda pro zlepšení její jakosti; v dokumentu jsou shrnuty praktické výsledky a závěry založené na pokusech a jejich zhodnocení. |
| 1969 | Fluoridace pitné vody                               | režie: Olga Růžičková, kamera: Jaromír Vondrák | 35 mm a 16 mm, 11 minut; Dokumentuje tehdejší lékařský výzkum a výsledky, jichž dosáhl při fluoridaci vody u dvou kontrolovaných měst (Tábor a Plzeň). Šlo o přidávání fluoru do pitné vody a výzkum jeho chování v lidském i zvířecím těle a kladných účincích proti zubnímu kazu. |
| 1969 | Dopis z Prahy                                       | režie: Olga Růžičková, kamera: Jaromír Vondrák, technický poradce: Ing. Augustin Nejedlý, CSc. | 35 mm a 16 mm, 16 minut; Filmová reportáž o průběhu IV. mezinárodní konference o výzkumu znečištění vod, která se uskutečnila v Praze v dubnu 1969. |
| 1969 | Odpadní vody z výroby dřevovláknitých desek         | režie: Olga Růžičková, kamera: Jaromír Vondrák, technický poradce: Ing. Augustin Nejedlý, CSc. | 35 mm a 16 mm, 15 minut; Instruktážní film pojednávající o vzniku odpadních vod a způsobu jejich čištění při výrobě dřevovláknitých desek v, v té době poměrně moderně vyprojektované, čistírně odpadních vod národního podniku Solo Sušice. Snímek rovněž zaznamenává různé tehdejší pokusné způsoby zpracování a použití kalu z této čistírny. |
|      | Odpadní vody z jatek a masného průmyslu             | režie: Olga Růžičková, kamera: Jaromír Vondrák, technický poradce: Ing. A. Rubín | 35 mm a 16 mm, 30 minut; Popisuje postup výroby na jatkách a v masném průmyslu v 60. letech minulého století. Všímá si vzniku odpadních vod i možností, jak jejich množství redukovat. Jsou zachyceny různé tehdejší čistírny odpadních vod z masného průmyslu (mechanické i biologické části) a hodnoceny dosavadní obvyklé způsoby jejich čištění. |
|      | Vodné dielo Nosice                                  | režie: Olga Růžičková, kamera: Jaromír Vondrák, technický poradce: Ing. J. Procházka | 35 mm a 16 mm, 18 minut; Věnuje se průběhu výstavby jednotlivých objektů Nosické přehrady a jejich zařízení. Nosická přehrada se následně stala velmi významnou součástí Vážské kaskády. |
|      | Voda, jak ji neznáme                                | | Cyklus filmové populárně-vědeckých dokumentů pojednávající o přínosech a rozvoji vnitrozemských vodních cest a plavby v Československu, včetně průplavu Dunaj–Odra–Labe. Uvedený osmidílný seriál byl natočen Československou televizí ve spolupráci s Výzkumným ústavem vodohospodářským v Praze 6. Byl vysílán v roce 1972 na druhém programu Československé televize. |
| 1984 | Ledové procesy v tocích na počátku mrazivého období | | 16 mm, 23 minut, barevný |